# Земская управа (Соликамск)
Земская управа — выборный орган местного самоуправления Соликамска, начавший свою деятельность в 1870 году. Здание земской управы расположено по адресу Набережная улица, 97. Объект культурного наследия России регионального значения,  часть Зеленой линии г. Соликамска.

## История
Согласно постановлению Народного комиссариата по внутренним делам от 24 декабря 1917 г. « Об организации местного самоуправления» была ликвидирована в 1919 г., после была преобразована в отдел народного хозяйства Усольского совета.
На данный момент в здании располагается МБУДО «Детская школа искусств».